# Kueki ressha
Kueki ressha (苦役列車?), conosciuto anche con il titolo inglese The Drudgery Train, è un film del 2012 diretto da Nobuhiro Yamashita.
Il soggetto è basato sull'omonimo romanzo di Kenta Nishimura.

## Trama
Nella Tokyo del 1988, Kanta Kitamachi, un manovale diciannovenne che ha abbandonato gli studi dopo la terza media a causa del coinvolgimento del padre in un crimine sessuale, passa le giornate tra lavori saltuari, bordelli e la sua grande passione, la lettura. È innamorato della bella commessa della libreria che visita ogni giorno, Yasuko Sakurai, ma non ha il coraggio di confidarsi, né tanto meno di rivolgerle la parola.
Al lavoro conosce Shōji Kusakabe, uno studente della sua stessa età da poco trasferitosi a Tokyo. I due stringono amicizia in poco tempo e Kanta cerca di coinvolgerlo nel suo giro. Venuto a sapere della sua infatuazione per Yasuko, Shōji fa in modo che i due si conoscano e diventino amici. Kanta con un pretesto riesce a farsi invitare a casa di Yasuko, ma i suoi comportamenti bizzarri lasciano una cattiva impressione sulla ragazza.
Nel frattempo Kanta e Shōji ricevono una promozione al lavoro, ottenendo il posto di magazziniere. Tuttavia il primo continua a spendere tutti i suoi soldi in bevute e prostitute e viene sfrattato dal piccolo appartamento in cui viveva. Riesce in qualche modo a farsi prestare dei soldi da Shōji e ad affittare un piccolo monolocale. Lì Kanta confessa a Shōji il crimine che commise suo padre, attribuendo a quell'episodio i continui fallimenti occorsi nella sua vita. Shōji lo consola, e insieme vanno a chiedere scusa a Yosuko per il comportamento precedente di Kanta; i tre passano insieme dei momenti spensierati.
Qualche tempo dopo, Shōji è sempre più impegnato con le nuove amicizie che si è fatto a Tokyo, situazione che finisce per indisporre Kanta, che si sente messo da parte. Quando Shōji gli presenta la sua nuova fidanzata, egli sfoga su di essi tutta la sua frustrazione. Shōji, arrabbiato, decide che è il momento di smettere di frequentare Kanta, che nel frattempo è tornato a fare il manovale, a causa di un incidente sul lavoro accorso a uno dei suoi colleghi, il signor Takahashi. Questa situazione finisce per allontanare i due ancora di più.
Kanta una sera va a trovare il signor Takahashi, il cui sogno era diventare un cantante ma che ha finito per passare la vita a fare il manovale. Kanta gli confessa che il suo sogno sarebbe stato quello di diventare uno scrittore, ma Takahashi, il quale lui stesso inizialmente lo aveva spronato a trovare un sogno, lo schernisce facendogli notare che chi possiede solo la terza media come titolo di studio non può fare lo scrittore. In preda alla sconforto e alla solitudine, Kanta si reca a casa di Yasuko, confessandole i suoi sentimenti e chiedendole di avere un rapporto sessuale con lui. La ragazza rifiuta, decidendo di conseguenza di rompere il loro rapporto di amicizia. Frustrato, Kanta perde la testa al lavoro, aggredendo uno dei suoi superiori. A fine giornata incontra Shōji, il quale gli annuncia il suo imminente trasferimento in un'altra zona di Tokyo con la fidanzata; i due si separano dopo essersi scambiati il numero di telefono.
Tre anni più tardi Kanta fa ancora la stessa vita. Una sera, dopo che aveva notato con stupore come Takahashi fosse riuscito a diventare un cantante e a essere ospitato in TV, viene aggredito al di fuori di un bar e abbandonato in un campo quasi completamente nudo. In preda al delirio immagina ancora di essere in compagnia di Yasuko e Shōji e tornato a casa inizia a scrivere convulsamente su di un foglio.

## Accoglienza

### Critica
Secondo Deborah Young di The Hollywood Reporter il regista Nabuhiro Yamashita si assicura durante tutto il film che i personaggi non cadano nella banalità, dalla bibliotecaria Yasuko Sakurai (Atsuko Maeda), che si rivela essere molto più intelligente e profonda di quanto non faccia trasparire nelle prime battute del film, al protagonista Kanta Kitamachi (Mirai Moriyama), ambasciatore non convenzionale dei sentimenti e delle frustrazioni delle classi sociali giapponesi meno abbienti che, però, in un «film eccessivamente lungo, non riesce a mostrare a pieno tutta la rabbia e la maleducazione di cui un classico anti-eroe avrebbe bisogno».
Mark Schilling del Japan Times intravede nella pellicola di Yamashita elementi tipici dei film in cui protagonisti sono alla ricerca della propria maturità interiore, ma a differenza di questi ultimi, in Kueki ressha, i momenti topici in cui questa crescita dovrebbe effettivamente verificarsi sono sostituiti da gag e momenti surreali frutto della mente dello sceneggiatore Shinji Imaoka. Allo stesso tempo, il film è condito da una buona dose di realismo, soprattutto nello descrivere gli errori commessi dal protagonista nel corso della sua esistenza. Tuttavia, lo stesso Schilling precisa che il film «non scade nel buonismo, né nell'eccessiva drammatizzazione, ma si limita a descrivere lo spaccato di vita di una persona».